# Ernie Davis
Ernest „Ernie” Davis (New Salem-Buffington, Pennsylvania, 1939. december 14. – Cleveland, 1963. május 18.) amerikai amerikaifutball-játékos.

## Fiatalkora
14 hónapos korában a nagyszüleihez került, mert apja egy autóbalesetben meghalt, anyja pedig nem tudta egyedül felneveli őt. 12 éves korában költözött a New York állambeli Elmirába anyjával és mostohaapjával. Davis az Elmira-i középiskolába járt, ahol jó volt baseball-ban, kosárlabdában és fociban. Gyerekkori "hőse", Jim Brown győzte meg, hogy a Syracuse-i Egyetemre jelentkezzen.

## Syracuse Egyetemi futball karrierje
Ernie edzője Ben Schwartzwalder volt 1958 és 1961 között, és nemzeti hírnévre tett szert. Mezszáma a 44-es volt, melyet később Floyd Little kapott meg. A rasszizmus ellenére, ami akkoriban volt amerikában, 1960-ban 23-11 megverték a texasi Longhorns-t és ezzel megnyerték a Cotton Bowlt.
Ő volt az első néger, aki megkapta a Heisman Trófeát.

## Karrierje (NFL)
Redskins alapítója és tulajdonosa, George Preston Marshall nyílt és szemérmetlen rasszista volt, és  nem volt hajlandó felvenni egy fekete játékost. A Redskins vezetőedzője, Bill McPeak volt, aki felvette volna Erniet, de ő nem volt hajlandó a csapathoz szerződni. Davis inkább a Cleveland Brown-hoz ment, ahol barátja Jim Brown is játszott. 3 évre írta alá a 200.000$ szerződését a csapattal. Azonban 1962-ben leukémiát diagnosztizáltak nála, így abba kellett hagynia a focit. Ernie sohasem játszott az NFL-ben.

## Halála
Ernie Davis 1963. május 18-án halt meg leukémiában. 23 éves volt. Tízezrek kísérték utolsó útjára. Temetésén felolvasták John F. Kennedy táviratát, melyben Kennedy így méltatta Davist: „Kivételes fiatalember volt, akinek kiváló jelleme példaértékű volt és remélhetőleg a jövőben is példaként áll hazánk ifjúsága előtt”. – (Részlet A Megállíthatatlan (The Express) című filmből).